# Der Altsprachliche Unterricht
Der Altsprachliche Unterricht (Eigenschreibweise; kurz AU) ist die älteste deutschsprachige Fachzeitschrift für die Didaktik der alten Sprachen (Latein und Griechisch). Sie wurde 1951 im Klett-Verlag gegründet, zunächst mit dem Untertitel Arbeitshefte zu seiner wissenschaftlichen Begründung und praktischen Gestalt, und erscheint heute im Friedrich Verlag. Die Beiträge richten sich vornehmlich an Lehrer, werden aber auch in der internationalen Fachwissenschaft der Klassischen Philologie rezipiert und in der Année philologique erfasst.
Die Zeitschrift erscheint in sechs Ausgaben fünfmal im Jahr; zwei der Ausgaben sind in einem Doppelheft zusammengefasst.
Herausgeber sind (Stand 2023): Thomas Doepner, Dan Drescher, Martin Holtermann, Marina Keip, Wilfried Lingenberg, Johanna Nickel, Rainer Nickel und Anja Zanini.